# Memorial Cup 2003
Der Memorial Cup 2003 war die 85. Ausgabe des gleichnamigen Eishockeyturniers. Teilnehmende Mannschaften waren als Meister ihrer jeweiligen Ligen die Kitchener Rangers (Ontario Hockey League), die Olympiques des Hull (Ligue de hockey junior majeur du Québec), die Kelowna Rockets (Western Hockey League) sowie die als Gastgeber automatisch qualifizierten Remparts de Québec aus der Ligue de hockey junior majeur du Québec. Das Turnier fand vom 17. bis 25. Mai im Colisée Pepsi in Québec statt.
Die Kitchener Rangers gewannen durch einen Finalsieg gegen die Olympiques de Hull nach 1982 ihren zweiten Memorial Cup.

## Ergebnisse

### Gruppenphase
| 17. Mai 2003 | Kitchener Rangers | 4:3 | Remparts de Québec | Colisée Pepsi, Québec |

| 18. Mai 2003 | Olympiques de Hull | 4:2 | Kelowna Rockets | Colisée Pepsi, Québec |

| 19. Mai 2003 | Kelowna Rockets | 3:2 | Remparts de Québec | Colisée Pepsi, Québec |

| 20. Mai 2003 | Kitchener Rangers | 4:1 | Olympiques de Hull | Colisée Pepsi, Québec |

| 21. Mai 2003 | Kitchener Rangers | 4:2 | Kelowna Rockets | Colisée Pepsi, Québec |

| 22. Mai 2003 | Olympiques de Hull | 5:3 | Remparts de Québec | Colisée Pepsi, Québec |

#### Abschlusstabelle
| Pl. |                                                                         | Sp. | S | N | Pkt. | Tore  | Diff. |
| --- | ----------------------------------------------------------------------- | --- | - | - | ---- | ----- | ----- |
| 1.  | Kitchener Rangers (Ontario Hockey League)                               | 3   | 3 | 0 | 6    | 12:06 | +6    |
| 2.  | Olympiques de Hull (Ligue de hockey junior majeur du Québec)            | 3   | 2 | 1 | 4    | 10:08 | +2    |
| 3.  | Kelowna Rockets (Western Hockey League)                                 | 3   | 1 | 2 | 2    | 06:10 | −4    |
| 4.  | Remparts de Québec (Gastgeber, Ligue de hockey junior majeur du Québec) | 3   | 0 | 3 | 0    | 08:12 | −4    |

Abkürzungen: Pl. = Platz, Sp. = Spiele, S = Siege, N = Niederlagen, Pkt. = Punkte, Diff. = Tordifferenz

Erläuterungen: Qualifiziert für das Finale, Qualifiziert für das Halbfinale

### Halbfinale
| 24. Mai 2003 | Olympiques de Hull | 2:1 | Kelowna Rockets | Colisée Pepsi, Québec |

### Finale
| 25. Mai 2003 | Kitchener Rangers | 6:3 | Olympiques de Hull | Colisée Pepsi, Québec |

## Spieler

### Memorial-Cup-Sieger
| Memorial-Cup-Sieger Kitchener Rangers | André Benoit, Jesse Boucher, Gregory Campbell, Mike Chmielewski, David Clarkson, Scott Dickie, Carlo DiRienzo, Nick Duff, T. J. Eason, Steve Eminger, Cam Fergus, Matt Grennier, George Halkidis, Thomas Harrison, Kevin Hurley, Petr Kanko, Adam Keefe, Matt Manias, Rafał Martynowski, Chad McCaffrey, Matt McCann, Paul McFarland, Evan McGrath, Nathan O’Nabigon, Mike Richards, Derek Roy, Marcus Smith Cheftrainer und General Manager: Peter DeBoer |

### Beste Scorer
Abkürzungen: GP = Spiele, G = Tore, A = Assists, Pts = Punkte, PIM = Strafminuten
| Spieler            | Team      | GP | G | A | Pts | PIM |
| ------------------ | --------- | -- | - | - | --- | --- |
| Gregory Campbell   | Kitchener | 4  | 1 | 6 | 7   | 2   |
| Jean-Michel Daoust | Hull      | 5  | 2 | 4 | 6   | 8   |
| André Benoit       | Kitchener | 4  | 1 | 5 | 6   | 2   |
| Petr Kanko         | Kitchener | 4  | 4 | 1 | 5   | 2   |
| Mathieu Brunelle   | Hull      | 5  | 3 | 2 | 5   | 4   |
| Mike Richards      | Kitchener | 4  | 2 | 3 | 5   | 8   |
| Jesse Schultz      | Kelowna   | 4  | 1 | 4 | 5   | 4   |

### Beste Torhüter
Abkürzungen: GP = Spiele, W = Siege, L = Niederlagen, GA = Gegentore, SO = Shutouts, GAA = Gegentorschnitt, Sv% = gehaltene Schüsse (in %), SO = Shutouts, TOI = Eiszeit (in Minuten)
| Spieler                 | Team      | GP | W | L | GA | GAA  | Sv%  | SO | TOI    |
| ----------------------- | --------- | -- | - | - | -- | ---- | ---- | -- | ------ |
| Scott Dickie            | Kitchener | 4  | 4 | 0 | 9  | 2,25 | 91,1 | 0  | 240:00 |
| Éric Lafrance           | Hull      | 5  | 3 | 2 | 15 | 3,00 | 90,7 | 0  | 300:00 |
| Jean-Michel Filiatrault | Québec    | 3  | 0 | 3 | 11 | 3,67 | 89,4 | 0  | 180:00 |
| Kelly Guard             | Kelowna   | 4  | 1 | 3 | 12 | 3,00 | 86,2 | 0  | 240:00 |

### Auszeichnungen

#### Spielertrophäen
| Auszeichnung                                           | Spieler          | Team              |
| ------------------------------------------------------ | ---------------- | ----------------- |
| Stafford Smythe Memorial Trophy (Wertvollster Spieler) | Derek Roy        | Kitchener Rangers |
| Ed Chynoweth Trophy (Bester Scorer)                    | Gregory Campbell | Kitchener Rangers |
| George Parsons Trophy (Fairster Spieler)               | Gregory Campbell | Kitchener Rangers |
| Hap Emms Memorial Trophy (Bester Torhüter)             | Scott Dickie     | Kitchener Rangers |

#### All-Star-Team
| Angriff:      | Gregory Campbell – Derek Roy – Mike Richards |
| Verteidigung: | Doug O’Brien – Steve Eminger                 |
| Tor:          | Scott Dickie                                 |